# August Holweg
August Holweg (* 21. Oktober 1905 in Linden; † 21. Mai 1989 in Hannover) war ein deutscher Politiker der SPD.

## Leben

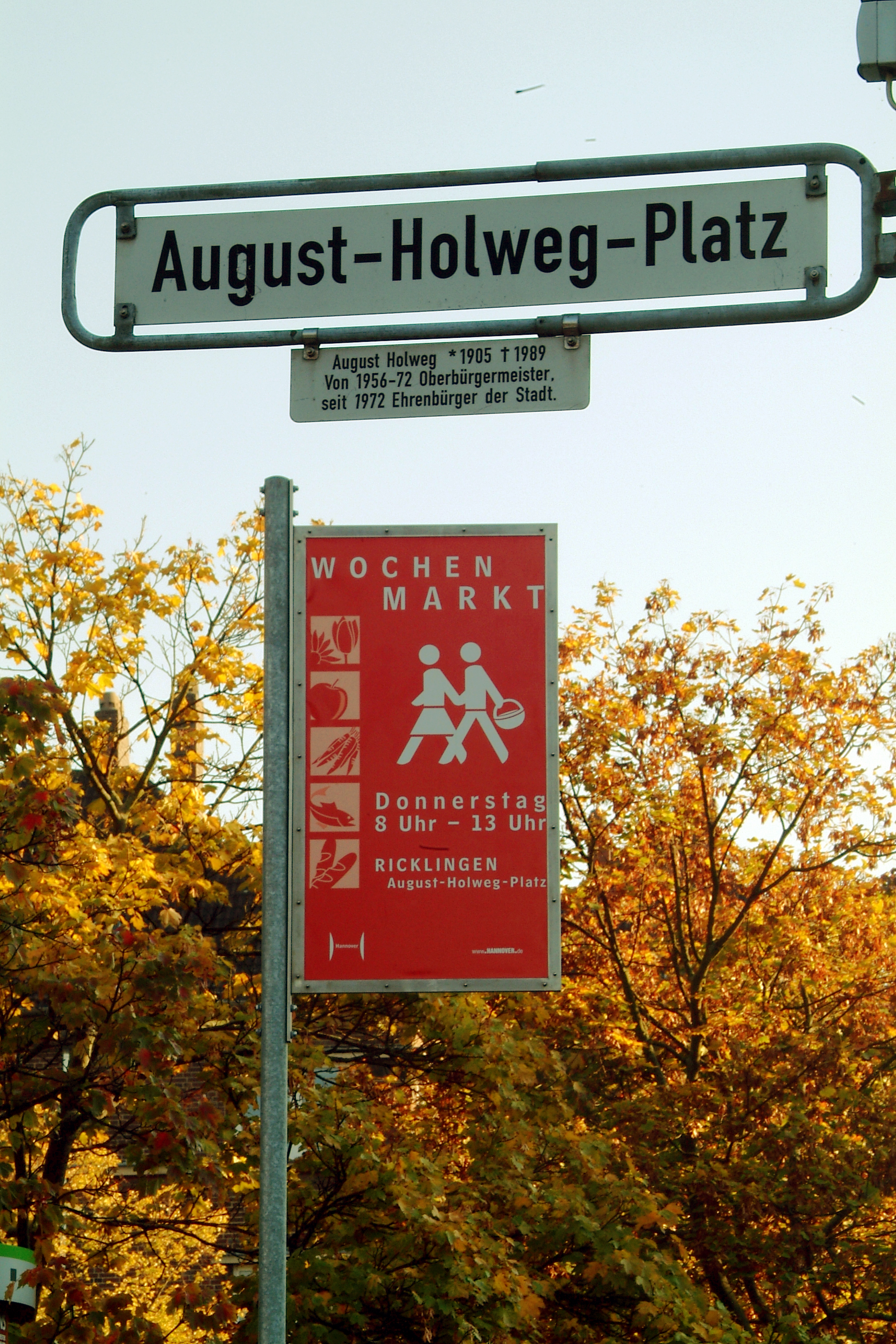
Straßenschild mit Legendentafel auf dem August-Holweg-Platz in Ricklingen

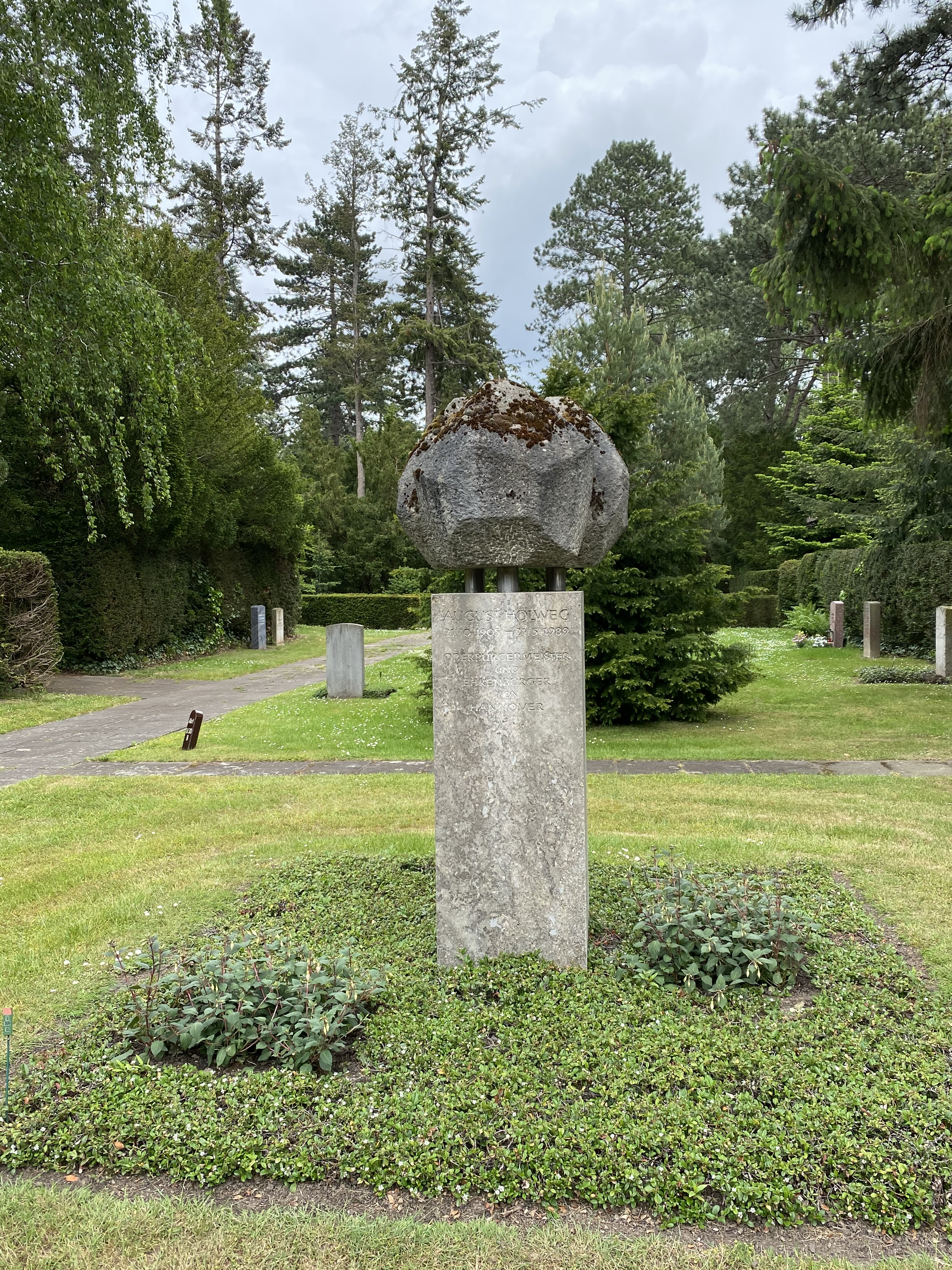
Holwegs Ehrengrab auf dem Stadtfriedhof Ricklingen

August Holweg erlernte nach dem Besuch der Volksschule den Beruf des Drehers und arbeitete bis 1946 in diesem Beruf. Schon früh politisch interessiert, wurde er 1920 Mitglied der Sozialistischen Arbeiter-Jugend und 1924 der SPD. Vom selben Jahr an war auch Mitglied des Deutschen Metallarbeiter-Verbands bis zu dessen Auflösung am 2. Mai 1933 durch die nationalsozialistische Regierung. In der Zeit zwischen 1924 und 1933 war August Holweg in großen hannoverschen Betrieben gewerkschaftlicher Vertrauensmann und Mitglied von Betriebsräten. Nach 1933 gehörte August Holweg „auch einer politischen Widerstandsgruppe an“. Wegen seiner Haltung in der Zeit der nationalsozialistischen Herrschaft, die durch die Kapitulation des deutschen Reiches am 8. Mai 1945 endete, ernannte die britische Militärregierung Holweg zum Mitglied des Rates der Stadt Hannover. Er war zu dieser Zeit Mitglied des Betriebsrates bei der hannoverschen Metallfirma Hanomag. Bei den ersten freien Wahlen zum Rat der Stadt Hannover im Jahr 1946 wurde er erneut als Ratsmitglied gewählt. Von 1946 bis 1952 arbeitete Holweg als Parteisekretär hauptberuflich für die SPD. Von 1952 an war er Vertreter einer Druckerei. Gleichzeitig war er von 1949 bis 1955 Vorsitzender der SPD-Fraktion im Rat der Stadt Hannover und von 1953 bis 1955 Stellvertreter des ehrenamtlichen Oberbürgermeisters.
August Holweg war von 1956 bis 1972 Oberbürgermeister von Hannover. Er war maßgeblich beteiligt am Ausbau der Herrenhäuser Gärten, an der Gründung der Medizinischen Hochschule 1961, dem Bau der Stadtbahn Hannover 1965 sowie am Bau des Historischen Museums am Hohen Ufer 1966. Während seiner Amtszeit wurden einige Dutzend Schulen, zahlreiche Turnhallen, Bäder, Kindertagesstätten und Altersheime gebaut, der soziale Wohnungsbau wurde gefördert. Auch der Ausbau der Tangenten-Schnellstraßen, Hochstraßen und der Ausbau des Zoos fallen in seine Amtszeit.
August Holweg ruht in einem Ehrengrab auf dem Stadtfriedhof Ricklingen.
Am 26. Januar 1972 wurde ihm vom Rat der Stadt Hannover die Ehrenbürgerwürde verliehen.
Angesichts seines Widerstand gegen den Nationalsozialismus gehört er zu den 46 Menschen in Hannover, deren Biografie im 2021 eröffneten außerschulischen Lernort ZeitZentrum Zivilcourage der Stadt Hannover exemplarisch dargestellt werden.

## Auszeichnungen
- 1968: Ehrenkommandeur des Order of the British Empire durch Elisabeth II.
- 1972: Großes Verdienstkreuz der Bundesrepublik Deutschland
- Benennung 1991 des August-Holweg-Platz in Hannover-Ricklingen